# Pedro María Irurzun
Pedro María Irurzun Irurzun (Pamplona, 1902 - ibídem, 1958) fue un fotógrafo español de mediados del siglo XX.

## Biografía
Pedro Mari Irurzun se inició en la fotografía de niño. Aunque nunca llegó a dedicarse a ella profesionalmente al cien por cien, sí tuvo estudio propio y realizó algunos trabajos de fotografía publicitaria, llegando a ser un reconocido fotógrafo con proyección internacional y especialmente dedicado al retrato.
Fue uno de los fundadores de la Agrupación Fotográfica y Cinematográfica de Navarra y se casó con Lydia Anoz, también navarra y fotógrafa.

## Exposiciones (selección)
- 2005. Museo de Navarra.[5]

## Premios
- 1994. Medalla de Oro de Álava